# Интегрин альфа-L
Интегрин альфа-L (αL, CD11a) — мембранный белок, гликопротеин из надсемейства интегринов, продукт гена ITGAL (CD11A), альфа-субъединица интегрина αLβ2 (LFA-1).

## Функции
Интегрин альфа-L/бета-2 (αLβ2, LFA-1) является рецептором для ICAM1, ICAM2, ICAM3 и ICAM4. Играет роль в ряде иммунных процессов, включая взаимодействия между лейкоцитами и эндотелиальными клетками, цитотоксическое действие T-лимфоцитов и антитело-зависимое цитотоксическое действие гранулоцитов и моноцитов.
Взаимодействует с интегрином бета-2, образуя интегрин αLβ2 (LFA-1).

## Структура
Интегрин альфа-L — крупный белок, состоит из 1145 аминокислот, молекулярная масса белковой части — 128,8 кДа. N-концевой участок (1088 аминокислот) является внеклеточным, далее расположен единственный трансмембранный фрагмент и внутриклеточный фрагмент (59 аминокислоты). Внеклеточный фрагмент включает 7 FG-GAP-повторов, VWFA-домен и от 1 до 11 участков N-гликозилирования. Цитозольный участок включает GFFKR-мотив. 
Интегрин альфа-L относится к интегринам с I-доменом (VWFA домен), которые не подвергаются ограниченному протеолизу в процессе созревания.

## Тканевая специфичность
Интегрин альфа-L экспрессирован преимущественно на лейкоцитах.

## См.также
- Интегрины
- Кластер дифференцировки